# سامي الدروبي
سامي مصباح الدروبي (27 أبريل 1921 – 12 فبراير 1976) هو سياسي ودبلوماسي وكاتب ومترجم وأستاذ جامعي وفيلسوف سوري. عمل دبلوماسيًا سوريًا طوال ستينيات القرن العشرين، حيث تولى منصب السفير السوري لدى البرازيل والمغرب ويوغوسلافيا ومصر وجامعة الدول العربية وإسبانيا والكرسي الرسولي. شغل منصب وزير التعليم لفترة وجيزة في عام 1963. كما ترجم العديد من الأعمال الأدبية إلى اللغة العربية.
اشتهر بترجمته لجميع أعمال دوستويفسكي، والتي تعد الترجمات الأشهر لهذا المؤلف، وله ترجمات لمؤلفين آخرين كتولستوي وبوشكين وميخائيل ليرمنتوف وغيرهم، عمل مدرساً للفلسفة في حمص، ثم عميدًا لكلية التربية بجامعة دمشق فأستاذًا للفلسفة، فوزيرًا للمعارف، ثم سفيرًا للجمهورية العربية السورية في يوغوسلافيا، ومصر، وإسبانيا، ومندوبا لسوريا في جامعة الدول العربية.
كان الدروبي عضوًا مخضرمًا في حزب البعث، ومن دعاة الاشتراكية والوحدة العربية. كان معروفًا بأنه من أشد المؤيدين للرئيس المصري جمال عبد الناصر، ويُعتبر «من أشهر فلاسفة القومية العربية» في سوريا، وفقًا للمؤرخ سامي مبيض. وقد مُنح جائزة لوتس للأدب في عام 1978 بعد وفاته.

## النشأة
وُلد الدروبي في حمص وسط سوريا عام 1921 خلال السنوات الأولى للاحتلال الفرنسي (1920 – 1946)، ونشأ في المدينة، فدرس في مدارس حمص الابتدائية والثانوية، ثم واصل دراسته في تجهيز دمشق، القسم الثانوي للبكالوريا. تابع دراسته في دار المعلمين العليا لمدة عامين، وعمل معلمًا سنة واحدة قبل أن يوفدَ إلى مصر أواخر عام 1943 ليدرس في كلية الآداب - قسم الفلسفة في القاهرة. تخرَّج سنة 1946. بعد تخرجه من الجامعة عاد إلى سوريا عام 1947 وعُيِّنَ مدرّساً للفلسفة والمنطق بثانويات حمص. ثم عامي 1948 – 1949 معيداً في الجامعة بدمشق، ثم أوفِدَ إلى باريس خلال الأعوام 1949 – 1952 لتحضير الدكتوراه في الفلسفة. عاد من باريس وعُيِّنَ مدرّساً في كلية التربية، ثم أستاذاً لعلم النفس.
في الخمسينيات من القرن العشرين، انضم الدروبي إلى حزب البعث بقيادة ميشال عفلق وصلاح البيطار، وسريعا ما أصبح أحد أكثر قادة الحزب نفوذاً في البلاد. في عام 1953، في عهد الرئيس أديب الشيشكلي، سُجن مع قادة بعثيين آخرين بسبب آرائهم السياسية. تم إطلاق سراحهم مع الإطاحة بالشيشكلي في فبراير 1954. عندما أصبح الرئيس المصري جمال عبد الناصر الزعيم البارز لحركة القومية العربية في النصف الأخير من الخمسينيات، انجذب الدروبي إليه وإلى أفكاره. دعا الدروبي بشكل متزايد إلى الأفكار القومية العربية وعمل من أجل توحيد العرب، فضلاً عن الدعوة إلى إقامة الاشتراكية في سوريا على غرار مصر في عهد عبد الناصر.

## عائلته
والده مصباح ووالدته سامية السباعي أما أشقاؤه فهم سمير، الدكتور ثابت، عبد الإله، الدكتور غازي، المهندس عزام، الدكتورة إلهام. زوجته السيدة إحسان البيات، أنجب ثلاثة أولاد، بنتين هما الدكتورة ليلى، وسلمى التي توفيت في حياة والدها، والمهندس مصباح.

## العمل الدبلوماسي والسياسي

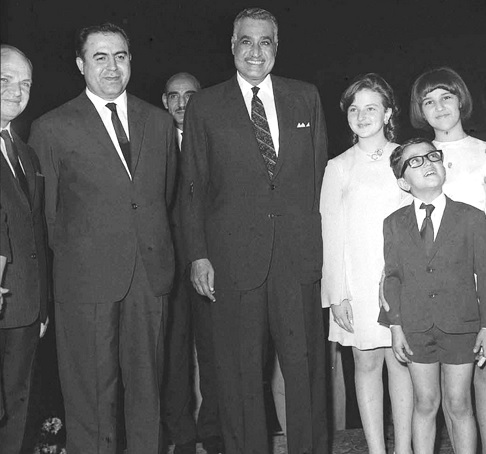
الدروبي (الأول من اليسار) مع الرئيس نور الدين الأتاسي (الثاني من اليسار) وجمال عبد الناصر (الثالث من اليسار) في منزل الدروبي في القاهرة، 1968. الأطفال الثلاثة هم نجل الدروبي وابنتاه

عندما اتحدت سوريا ومصر لتشكيل الجمهورية العربية المتحدة في عام 1958 برئاسة عبد الناصر، تم تعيين الدروبي مديراً لوزارة الثقافة، ثم تم تعيينه في سفارة الجمهورية العربية المتحدة في البرازيل للعمل كمستشار ثقافي لها، وذلك ابتداء من عام 1960 وحتى حل الاتحاد بعد انقلاب عسكري في دمشق عام 1961. بعد ذلك، عاد الدروبي إلى سوريا وانضم إلى المعارضة التي تشكلت ضد الحكومة الانفصالية.
عندما أطيح بالحكومة السورية من قبل ائتلاف من الضباط القوميين العرب نظمته اللجنة العسكرية لحزب البعث في مارس 1963، تحالف الدروبي مع المجلس العسكري الوحدوي الذي وعد بإعادة الاتحاد مع مصر. في حكومة البيطار، عين الدروبي وزيرا للتربية. كان أيضًا عضوًا في المجلس الوطني لقيادة الثورة (NCRC)، والذي كان بمثابة البرلمان المؤقت للبلاد.
في 3 أبريل، استقال خمسة من الوزراء الناصريين الستة من حكومة البيطار احتجاجًا على تخلص اللجنة العسكرية من عشرات الضباط الناصريين. وفي حكومة البيطار الثانية، التي تم تشكيلها في مايو التالي، لم يتم ضم الدروبي ووزيرين بعثيين مؤيدين لناصر (عبد الكريم زهور وجمال الأتاسي). احتفظ الدروبي بمنصبه في المجلس الوطني لقيادة الثورة، وفي 19 يونيو كان جزءًا من وفد رفيع المستوى ضم البيطار وعفلق ورئيس الأركان زياد الحريري، القائد الرسمي لانقلاب عام 1963، وقام الوفد بزيارة رسمية إلى الجزائر. خلال الزيارة، تم التخلص من العشرات من الموالين للحريري المستقلين سياسيًا في سلك الضباط من قبل لجنة البعثيين. بعد فترة وجيزة من عودة الحريري إلى سوريا للرد على عمليات التطهير، تم عزله هو الآخر. بقي الدروبي في الجزائر لفترة أطول، لكنه عاد إلى سوريا في وقت لاحق من ذلك الشهر. انتقد الدروبي بشدة عمليات التطهير وأدان عدم إحراز تقدم في ملف استعادة الجمهورية العربية المتحدة.
وفي سبتمبر عينه الرئيس أمين الحافظ سفيرا للمغرب حتى ديسمبر 1964، ثم أعاد تعيينه سفيرا في يوغوسلافيا. بعد خلع الحافظ من قبل عناصر يسارية متطرفة من اللجنة العسكرية بقيادة صلاح جديد في فبراير 1966 وحلول نور الدين الأتاسي محله، عين الأتاسي الدروبي سفيراً لمصر وممثل سوريا لدى جامعة الدول العربية في 16 أبريل. كان ترشيحه يهدف إلى منعه من التأثير على صنع القرار في سوريا حيث كان صوتًا قياديًا معارضًا لجديد الذي كان يعد الحاكم الفعلي للبلاد. وأدان طرد عفلق والبيطار من سوريا. عندما قدم أوراق اعتماده إلى ناصر في مصر، قيل إنه بكى وقال إنه يؤلمه أن مصر وسوريا لم يتم لم شملهما، «كما لو أنني لم أكن في يوم عظيم مواطنًا في الجمهورية التي كنت فيها رئيسًا».
توفي ناصر في سبتمبر 1970، وتم استدعاء الدروبي إلى سوريا في نوفمبر من قبل الرئيس حافظ الأسد، الذي أطاح بجديد والأتاسي وسجنهما. بعد عام، تم تعيين الدروبي في إسبانيا كسفير لسوريا، ثم في أكتوبر 1973، عينه الأسد سفيراً بالكرسي الرسولي بالفاتيكان. في أكتوبر 1975، استقال الدروبي من منصبه الدبلوماسي وتقاعد بسبب مخاوف صحية.

## كتابات وترجمات
بعض الأعمال التي ترجمها دروبي إلى العربية تشمل أعمال الكاتب الروسي ليو تولستوي، وأعمال المؤلف اليوغوسلافي إيفو أندريتش، بما في ذلك كتابه جسر على نهر درينا (1961) و القصة البوسنية (1964). ترجم الأعمال الكاملة للمؤلف الروسي فيودور دوستويفسكي والمفكر الفرنسي جون بول سارتر. شارك في تأليف «المجاز في علم النفس» مع عبد الله عبد الدائم ، وكتب عددًا من أعماله الخاصة بما في ذلك علم النفس والأدب، الذي نُشر في القاهرة عام 1971.

## وفاته
توفي الدروبي في سوريا في 12 فبراير 1976، وكتبت زوجته إحسان البيات سيرته الذاتية، بعنوان سامي الدروبي، ونشرتها دار الكرمل بدمشق عام 1982. في أواخر العقد الأول من القرن الحادي والعشرين، أقامت وزارة الثقافة السورية مسابقة رسمية للترجمة وسميت الجائزة باسم الدروبي.

## أعماله

### الترجمات

#### الترجمات في الفلسفة[19]
1. «تفكير كارل ماركس: نقد الدين والفلسفة» تأليف: جان إيف، كالفيز، ترجمه بالإشتراك مع جمال الأتاسي.[20]
2. «المذهب المادي والثورة» تأليف: جان بول سارتر، ترجمه بالإشتراك مع جمال الأتاسي.[21]
3. «المجمل في فلسفة الفن» تأليف: بندتو كروتشه.[22]
4. «منبعا الأخلاق والدين» تأليف: هنري برغسون، ترجمه بالإشتراك مع عبد الله عبد الدايم.[23]
5. «مسائل فلسفة الفن المعاصر» تأليف: ج.م.جويو -| القاهرة 1948.[24]
6. «الطاقة الروحية» تأليف: هنري برغسون.[25]
7. «الضحك: بحث في دلالة المضحك» تأليف: هنري برغسون، ترجمه بالإشتراك مع عبد الله عبد الدايم.[26]
8. «الفكر والواقع المتحرك» تأليف: هنري برغسون.[27]

#### الترجمات في العلوم السياسية
1. «مدخل إلى علم السياسة» تأليف: موريس دوفرجيه، ترجمه بالإشتراك مع جمال الأتاسي.[28]
2. «معذبو الأرض» تأليف: فرانز فانون، ترجمه بالإشتراك مع جمال الأتاسي، تعليق سليمان الخش.[29]

#### الترجمات في التربية وعلم النفس
1. «المعلم العربي: إعداد المربي» تأليف: روجه كوزينة، ترجمه بالإشتراك مع جميل صليبا، حكمة هاشم.
2. «علم النفس التجريبي» تأليف: روبرت س. ودروث.[30]
3. «سيكولوجية المرأة» تأليف: ج. هيمانس.[31]
4. «سيكولوجية المرأة» تأليف: ج. هيمانس.

#### الترجمات في الأدب
| الكتاب                                                         | المؤلف الأصلي                          |
| «وقائع مدينة ترافنك»                                           | إيفو آندريتش.                          |
| «جسر على نهر درينا»                                            | إيفو آندريتش.                          |
| «بطل من هذا الزمان»                                            | ميخائيل ليرمنتوف.                      |
| «كونكاس بوربا»                                                 | ماشادو دي أسيس.                        |
| «الموسيقي الأعمى»                                              | ف. كورولنكو.                           |
| «النول، الحريق» الدار الكبيرة                                  | محمد ديب.                              |
| «لحن كرويتزر»                                                  | ليو تولستوي.                           |
| «الأعمال الأدبية الكاملة (18 مجلداً)»                           | دوستويفسكي.                            |
| «الطفولة – المراهقة – الشباب (الأعمال الأدبية الكاملة)» مجلد1. | ليو تولستوي.                           |
| «أقاصيص سيباستوبول وغيرها (الأعمال الأدبية الكاملة)» مجلد 2.   | ليو تولستوي.                           |
| «القوزاق وقصص أخرى (الأعمال الأدبية الكاملة)» مجلد 3.          | ليو تولستوي.                           |
| «الحرب والسلم (الأعمال الأدبية الكاملة)» مجلد4.                | ليو تولستوي. بالاشتراك مع صياح الجهيم. |
| «ابنة الضابط»                                                  | ألكسندر بوشكين.                        |
| -------------------------------------------------------------- | -------------------------------------- |

### مؤلفات
1. «علم النفس ونتائجه التربوية» ألّفه بالإشتراك مع حافظ الجمالي.[56]
2. «دروس علم النفس» ألّفه بالاشتراك مع سمير الدروبي.[57]
3. «الموجز في علم النفس» ألّفه بالإشتراك مع عبد الله عبد الدائم.[58]
4. «علم النفس والأدب» - دار المعارف - القاهرة 1972: معرفة الإنسان بين بحوث علم النفس وبصيرة الأديب والفنان،[59]
5. «علم الطباع: المدرسة الفرنسية» - القاهرة 1961[60]
6. «الرواية في الأدب الروسي»،[61]

### مخطوطات
1. «من أغاني السكارى على نهر العاصي بمدينة حمص».

### مقالات في الدوريات
1. مجلة «الشهر» العدد الثاني، أبريل 1958، مقالة: «النظر الفلسفي في ثقافتنا المعاصرة».
2. مجلة «المعرفة» عدد 7 عام 1962، مقالة: «طبيعة الأدب».
3. مجلة «المعرفة» عدد 8 عام 1962، مقالة: «طبيعة الأدب والفنان في ضوء التحليل النفسي».
4. مجلة «المعرفة» عدد 12 عام 1963، مقالة: «الإنتاج الفلسفي في الثقافة العربية المعاصرة».